# Paul Bunyan

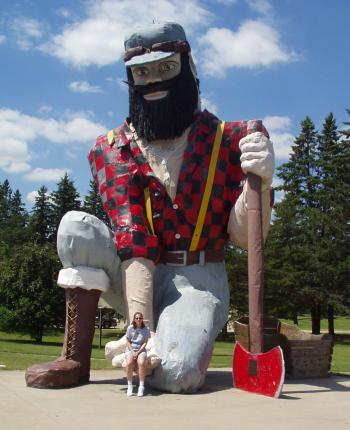
Paul Bunyan in Akeley, Minnesota

Paul Bunyan is een personage uit de Amerikaanse folklore. Hij is een reusachtige houthakker die steevast wordt vergezeld door zijn blauwe os, Babe.
In de Amerikaanse traditionele cultuur werden tijdens de 19de eeuw al tall tales, sterke verhalen verteld. Een aantal van die vertellingen draaiden rond een reus die buitengewoon goed kon houthakken. In 1910 schreef de Amerikaanse journalist James MacGillivray er een boek over waarbij het personage een naam kreeg, Paul Bunyan. Het personage werd later gepopulariseerd dankzij een reclamecampagne van een houthakkersbedrijf.

## Oorsprong

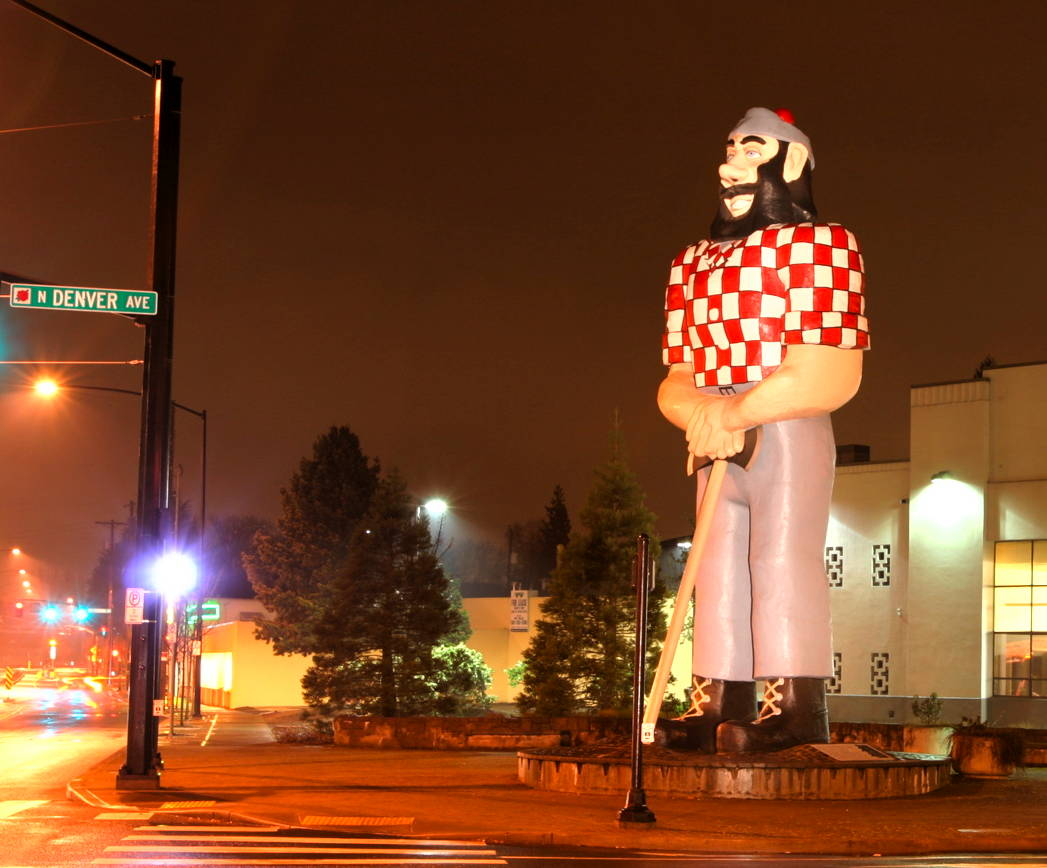
Standbeeld van Paul Bunyan in Portland, Oregon

Volgens schrijver James Stevens in zijn boek Paul Bunyan (1925) is het personage gebaseerd op de Frans-Canadese uitdrukking "Bonyenne" ("Allemachtig!", "Hemel!") en een Canadese houthakker genaamd Paul Bonjean.
Latere historici beweren dat het folkloristisch personage werd bedacht voor een advertentiecampagne in 1916, alsof de figuur al véél langer bestond in de Amerikaanse vertellingen. Het klopt echter wel dat schrijver James MacGillivray, die in 1910 een boek schreef over Bunyan, zich baseerde op oudere folkloreverhalen rond een gigantische houthakker.

## Over Paul Bunyan
Bunyan was als kind al gigantisch groot. Er waren drie ooievaars nodig om hem bij zijn ouders te bezorgen. Als kind lachte hij zo luid dat de trillingen alle ramen in de omgeving braken. Toen hij zeven maanden oud was zaagde hij midden in de nacht de poten onder het bed van zijn ouders. Op een dag besloot hij de wijde wereld in te trekken en werd bevriend met een ander reusachtig dier, Babe de blauwe os. Samen gingen ze overal rond om mensen te helpen en veroorzaakten veranderingen in het landschap. Doordat Bunyan zijn bijl achter zich aansleepte ontstond de Grand Canyon. De berg Mount Hood ontstond toen hij zijn kampvuur wilde doven en er allerlei rotsblokken op stapelde. De Green Lakes zouden zijn ontstaan toen hij een waterpoel groef opdat Babe kon drinken.

## In populaire cultuur
- In de Amerikaanse staat Michigan zijn verschillende standbeelden van Bunyan terug te vinden.
- Walt Disney maakte in 1958 een korte animatiefilm rond Bunyan.
- In The Simpsons-aflevering The Simpsons' Tall Tales wordt het verhaal van Bunyan verteld met Homer Simpson als de reus.
- In de film Fargo wordt gerefereerd aan Bunyan.
- In de tekenfilmserie Phineas en Ferb wordt de naam Paul Bunyan gebruikt voor de naam van een wafelrestaurant.
- In de boeken Het en 22-11-1963 van Stephen King wordt gerefereerd aan Bunyan.
- In de tekenfilmserie Gravity Falls wordt meerdere keren aan Paul Bunyan gerefereerd.
- Een gender-bend versie van Paul Bunyan verschijnt in de mobiele game Fate/Grand Order als een Berserker-klasse Servant.
- In Kim Stanley Robinsons Mars-triologie wordt naar Bunyan verwezen. Door een duel met Groteman zou de geografie van de planeet gevormd zijn.